# Teddy Atlas

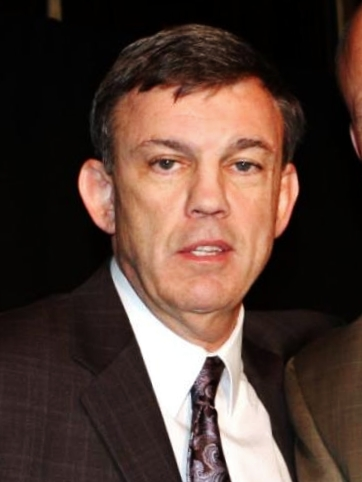
Atlas im November 2011

Theodor A. „Teddy“ Atlas Jr. (* 26. Juli 1956 in Staten Island, New York City) ist ein amerikanischer Boxtrainer und Fernsehkommentator.

## Frühe Jahre
Als Sohn eines Arztes mit ungarisch-jüdischem Hintergrund wuchs „Teddy“ Atlas in einer bürgerlichen Umgebung in Staten Island auf. Sein Interesse am Boxsport entwickelte sich Anfang der 1970er-Jahre, sodass er das Training in der örtlichen Liga der Polizei aufnahm und bald seine ersten Amateurkämpfe bestritt. Zu seiner sportlichen Entwicklung gesellten sich jedoch persönliche Probleme in einem kriminellen Umfeld.
Er war an mehreren Straßenkämpfen beteiligt. So erlitt er bei einer Messerstecherei eine Schnittwunde, die mit 400 Stichen genäht werden musste. Aus dieser Episode trug er seine charakteristische Gesichtsnarbe davon. Als Höhepunkt seiner kriminellen Machenschaften nahm er an einem misslungenen bewaffneten Raubüberfall teil, der ihm eine Freiheitsstrafe auf der Gefängnisinsel Rikers Island einbrachte. Über seinen Jugendfreund Kevin Rooney, der im Catskill Gym unter Altmeister Cus D’Amato trainierte, kam Atlas mit diesem in Kontakt.
Unter D’Amatos Obhut entwickelte er sich zu einem erfolgreichen Amateurkämpfer, der unter anderem das Golden-Gloves-Turnier der Adirondack Association of USA Boxing für sich entscheiden konnte. Sein Weg zum Profiboxer schien vorgezeichnet, jedoch beendete eine schwerwiegende Rückenverletzung seine aktive sportliche Karriere. Nach kurzem Rückfall in alte Muster entschied er sich auf Anraten D’Amatos für eine Trainerkarriere in dessen Gym und brach somit endgültig mit dem kriminellen Milieu.

## Trainertätigkeit
D’Amato war von Atlas Fähigkeiten überzeugt, sodass er ihn nach einigen Lehrjahren in den Trainerstab um seinen erfolgversprechendsten Schützling, Mike Tyson, aufnahm. Nach vier Jahren erfolgreicher Zusammenarbeit verließ Atlas 1983 das Catskill Gym nach einer Auseinandersetzung mit Tyson, infolge derer D’Amato Atlas von seinen Aufgaben enthob. Über diesen Zwischenfall existieren zwei Versionen.
Atlas erklärte später, Tyson habe seine elfjährige Nichte sexuell belästigt, woraufhin Atlas mit einer geladenen Pistole auf Tyson zielte und ihm mit dem Tod drohte, sollte er sich noch einmal in unflätiger Weise seiner Familie nähern. Tyson bestätigte den Zwischenfall mit der geladenen Waffe. Dieser habe jedoch daher gerührt, dass Atlas das Catskill Gym verlassen und ihn mit sich nehmen wollte. Atlas habe Tyson mit der geladenen Waffe unter Druck setzen wollen, ihm zu folgen.
Seinen größten Erfolg als professioneller Boxtrainer feierte Atlas an der Seite seines Schützlings Michael Moorer, der 1994 nach dem Punktsieg über Evander Holyfield den IBF- und den WBA-Schwergewichtsweltmeistertitel erringen konnte. Zudem arbeitete er zeitweise als Coach für Donny Lalonde und Barry McGuigan. Im Jahr 2006 bereitete Atlas Henry Maske mehrere Monate auf seinen Comebackkampf gegen Virgil Hill vor, bis die Zusammenarbeit auf Grund von Meinungsverschiedenheiten vor dem Kampf beendet wurde.
2009 begann Atlas die Zusammenarbeit mit dem russischen Schwergewichtler Alexander Powetkin. Am 27. August 2011 gewann Powetkin nach einstimmigem Punktsieg über Ruslan Chagayev den WBA-Titel. Kurz danach kam es zum Zerwürfnis zwischen Atlas und Powetkins Manager Wladimir Hryunov. Atlas beschuldigte Powetkins Management, nicht das Wohl des Kämpfers im Sinn zu haben, sondern von finanziellen Interessen getrieben zu sein. Hintergrund war ein geplanter Kampf gegen Wladimir Klitschko. Als Trainer vertrat Atlas den Standpunkt, dass Powetkin für einen solchen Gegner noch nicht bereit sei und legte ihm eine Absage nahe. Im Anschluss an den Disput beendeten beide einvernehmlich die Zusammenarbeit.

## Karriere als Boxkommentator
Atlas kommentiert seit dem Jahre 2000 die olympischen Boxwettkämpfe für Fernsehsender NBC. Darüber hinaus ist er für den nordamerikanischen Pay-TV-Sender ESPN tätig. Laut eigener Aussage will er aber keine Kämpfer mehr trainieren.

## Versöhnung mit Tyson
Am Rande eines ESPN-Kampfevents, bei dem Atlas kommentierte, gab es am 25. August 2013 eine kurze Aussprache zwischen ihm und dem inzwischen als Boxpromoter tätigen Tyson. Seit dessen Weggang von Catskill hatte es kein persönliches Gespräch zwischen beiden mehr gegeben. Atlas hatte im Laufe der Jahre immer wieder als scharfer Kritiker Tysons auf sich aufmerksam gemacht. So bezeichnete er ihn zum Beispiel im Zusammenhang mit der Disqualifikation im Holyfield-Kampf als „weak and flawed person“, also einen „schwachen und fehlerhaften Menschen“.